# Martin Stocklasa
Martin Stocklasa (* 29. Mai 1979 in Grabs, Schweiz) ist ein ehemaliger Liechtensteiner Fussballspieler und heutiger -trainer. 

## Karriere

### Im Verein
Martin Stocklasa begann seine Karriere beim USV Eschen-Mauren, ehe er beim Liechtensteiner Spitzenclub FC Vaduz (1997–1999) anheuerte. Nach zwei Spielzeiten beim FC Zürich (1999/2000 und 2001/02) spielte er zwischenzeitlich beim Vorstadtclub SC Kriens (2000/01). 2002 zog es ihn wieder zum FC Vaduz. Von Sommer 2006 bis 2008 stand Stocklasa beim deutschen Regionalligisten Dynamo Dresden unter Vertrag. Im Sommer 2008 wechselte er zum österreichischen Klub SV Ried, wo er 2011 österreichischer Pokalsieger wurde.
Im Sommer 2011 zog es Stocklasa wieder in seine Heimat und wechselte zum FC St. Gallen. Mit dem FCSG erreichte er den direkten Aufstieg in die Raiffeisen Super League. In der folgenden Saison erreichte Stocklasa mit dem FC St. Gallen den 3. Platz und damit die Qualifikation für die UEFA Europa League. In der Gruppenphase kam Stocklasa im Heimspiel gegen den FC Valencia sowie auswärts gegen den FK Kuban Krasnodar zum Einsatz. Am Ende der Saison beendete Stocklasa seine Karriere als aktiver Fussballer. Sein letztes Spiel bestritt er gegen den FC Sion, wo er seine 4. Gelbe Karte erhielt und für die letzte Runde gesperrt wurde.

### In der Nationalmannschaft
Stocklasa war 1996–2014 in Länderspielen für sein Heimatland im Einsatz. Am 7. September 2012 machte er als zweiter Liechtensteiner Spieler sein 100. Länderspiel. Am 15. Oktober 2013 machte er beim 0:2 gegen Griechenland sein 111. Länderspiel und stellte damit den Rekord von Mario Frick ein.

### Als Trainer
Nach seinem Karriereende leitete er ab Juli 2014 die Nachwuchsabteilung des FC St. Gallen und war von 2015 bis 2016 auch Co-Trainer im Verein. Ab dem 1. Juli 2017 war Stocklasa Trainer der U15-Nationalmannschaft Liechtensteins und ausserdem Co-Trainer bei der U17, U19 und U21 des Landes. Im Januar 2021 übernahm Stocklasa die A-Nationalmannschaft Liechtensteins. Anfang März 2023 präsentierte der FC Vaduz den ehemaligen Spieler als neuen Trainer. Anfang Februar 2024 wurde er vom Verein freigestellt.

### Privates
Sein jüngerer Bruder Michael Stocklasa ist ebenfalls ein ehemaliger Fussballspieler. Er spielte auch für die Nationalmannschaft von Liechtenstein. Sein Bruder beendete seine Karriere bereits im Jahr 2012.

## Titel und Erfolge
- Fussballer des Jahres Liechtenstein: 1998, 2000, 2009, 2010, 2011
- Liechtensteiner Pokalsieger: 1998, 1999, 2003, 2004, 2005, 2006
- Schweizer Cupsieger: 2000
- ÖFB-Cupsieger: 2011
- Sächsischer Pokalsieger: 2007